# Rincón de Romos (kommun)
Rincón de Romos är en kommun i Mexiko.   Den ligger i delstaten Aguascalientes, i den centrala delen av landet, 500 km nordväst om huvudstaden Mexico City. Antalet invånare är 45 471. Arean är 377 kvadratkilometer.
Terrängen i Rincón de Romos är huvudsakligen kuperad, men åt nordost är den platt.
Följande samhällen finns i Rincón de Romos:
- Rincón de Romos
- Pabellón de Hidalgo
- San Jacinto
- El Valle de las Delicias
- Morelos
- Fresnillo
- Cerro del Gato
- Lázaro Cárdenas Fraccionamiento